# Ceny Thálie 2021
Ceny Thálie 2021 byl 28. ročník udílení Cen Thálie, které udílí Herecká asociace za mimořádné výkony či celoživotní mistrovství v oblasti jevištního umění. Kvůli věčně uzavřených divadel při lockdownu během pandemie covidu-19 v divadelní sezoně 2020/2021, oznámila Herecká asociace na své tiskové konfederace 17. června 2021, že nebudou uděleny ceny za mimořádné výkony.  Vyhlašovací ceremoniál se uskutečnil v sobotu 9. října 2021 v pražském Národním divadle, které moderoval Václav Moravec. V přímém přenosu jej vysílala Česká televize na stanici ČT1 a Český rozhlas na stanici Dvojka. Ceny vyrobila sklárna Ajeto ze severočeské obce Lindava.

## Ceny a nominace
Při oficiálním večeru bylo vyhlášeno 15 laureátů:

### Činohra – celoživotní mistrovství
- Libuše Švormová

Cenu předali: Josef Láska, Petr Dvořák (Česká televize)
- Karel Urbánek (in memoriam)

Cenu předala: Tereza Groszmannová
- Zdenka Procházková (in memoriam)

Cenu předali: Kateřina Konopásková (Český rozhlas), Petr Štěpán
- Jaroslav Satoranský

Cenu předal: Ondřej Kepka
- Iva Janžurová

Cenu předali: Josef Abrhám, Antonín Abrhám
- Alois Švehlík

Cenu předal: Jan Burian

### Balet – celoživotní mistrovství
- Jaroslav Slavický

Cenu předali: Alina Nanu, Ondřej Vinklát

### Opereta, muzikál – celoživotní mistrovství
- Jitka Molavcová

Cenu předali: Erika Stárková, Pavel Režný

### Opera – celoživotní mistrovství
- Eva Randová

Cenu předal: Adam Vojtěch

### Alternativní divadlo – celoživotní mistrovství
- Ján Sedal

Cenu předal:a Dagmar Hrnčířová (Život umělce)

### Loutkové divadlo – celoživotní mistrovství
- Tomáš Dvořák

Cenu předal: Ondřej Nosálek, Ludvík Bohman (INTERGRAM)

### Cena české akademie divadelníků
Zvláštní cena Kolegia pro udělování Cen Thálie za mimořádný umělecký přínos českému divadelnímu umění:
- Jan Kačer –  herec a režisér

Cenu předali: Hana Tampová, Petr Dvořák (Česká televize)

### Cena Thálie pro činoherce do 33 let
- Denisa Barešová (Švandovo divadlo, Praha)

Cenu předal: Martin Trnavský

### Cena Thálie za šíření divadelního umění v televizi
- Jaroslav Someš

Cenu předal: Josef Špelda